# Осада Жадовиля (фильм)
«Осада Жадовиля» (англ. The Siege of Jadotville) — кинофильм режиссёра Ричи Смита, вышедший на экраны в 2016 году. Лента основана на документальной книге Деклана Пауэра «Осада Жадовиля: Забытая битва ирландской армии» (англ. The Siege at Jadotville: The Irish Army's Forgotten Battle, 2005).
Фильм получил три премии Ирландской киноакадемии — за лучшую режиссуру, лучшую мужскую роль второго плана (Джейсон О’Мара) и лучшие визуальные эффекты (Тим Чонси), а также четыре номинации: за лучший фильм, лучший сценарий, лучшую мужскую роль (Джейми Дорнан) и лучший звук (Фионн Хиггинс, Гаррет Фаррелл).

## Сюжет
В 1961 году, после убийства Патриса Лумумбы, премьер-министра недавно образованного африканского государства Конго, в стране начинается гражданская война. Полевой командир Моиз Чомбе объявляет от отделении провинции Катанга, богатой полезными ископаемыми, в том числе, ураном, и образовании независимого государства Катанга. Действия Чомбе направляют и поддерживают бельгийцы, бывшие владельцы рудников в Катанге. ООН не признает отделения Катанги и отправляет в провинцию свои вооруженные силы. Роте ирландской армии из состава сил ООН поручено охранять урановый рудник недалеко от города Жадовиль. Желая вернуть себе контроль над рудником, бывшие владельцы входят в контакт с Чомбе, который направляет в Жадовиль отряд т. н. жандармерии Катанги и группу наемников. Командир наемников, Рене Фольк, ветеран войны в Индокитае с большим боевым опытом, предлагает сделку командиру ирландцев Патрику Куинлану. Куинлан отказывается покинуть район рудника. Жандармерия и наемники решают идти на штурм. Упорные бои продолжаются три дня, до тех пор пока у ирландцев не заканчиваются боеприпасы и запас воды.

## В ролях
- Джейми Дорнан — комендант Патрик Куинлан
- Марк Стронг — Конор Круз О’Брайен, представитель ООН в Катанге
- Микаэль Персбрандт — Даг Хаммаршельд, генеральный секретарь ООН
- Дэнни Сапани — Моиз Чомбе
- Джейсон О'Мара — сержант Джек Прендергаст
- Майкл Макэлхаттон — генерал Макэнти
- Гийом Кане — Рене Фольк
- Фиона Гласкотт — Кармел Куинлан
- Эмманюэль Сенье — мадам ЛаФонтань
- Сэм Кили — Билли Риди, снайпер
- Конор Макнил — радист
- Ронан Рафтери — Джон Горман

## Отзывы
Фильм получил в целом позитивную реакцию от критиков. На сайте-агрегаторе Rotten Tomatoes картина имеет рейтинг 64 % на основании 11 критических отзывов. Газета The New York Times охарактеризовала фильм как «захватывающую драму». В свою очередь в индийской прессе критиковалось неоднозначное изображение роли Индии в военном конфликте.